# Tourville-sur-Sienne
Tourville-sur-Sienne – miejscowość i gmina we Francji, w regionie Normandia, w departamencie Manche.
Według danych na rok 1990 gminę zamieszkiwało 551 osób, a gęstość zaludnienia wynosiła 73 osoby/km² (wśród 1815 gmin Dolnej Normandii Tourville-sur-Sienne plasuje się na 406. miejscu pod względem liczby ludności, natomiast pod względem powierzchni na miejscu 678.).